# Fiumenero
Fiumenero (Fömnigher [ˈføm ˈniɡɛɾ , føˈnːiɡɛɾ] in dialetto bergamasco, che tradotto significa Fumo nero) è una frazione del comune di Valbondione, in provincia di Bergamo.

## Geografia fisica

### Territorio

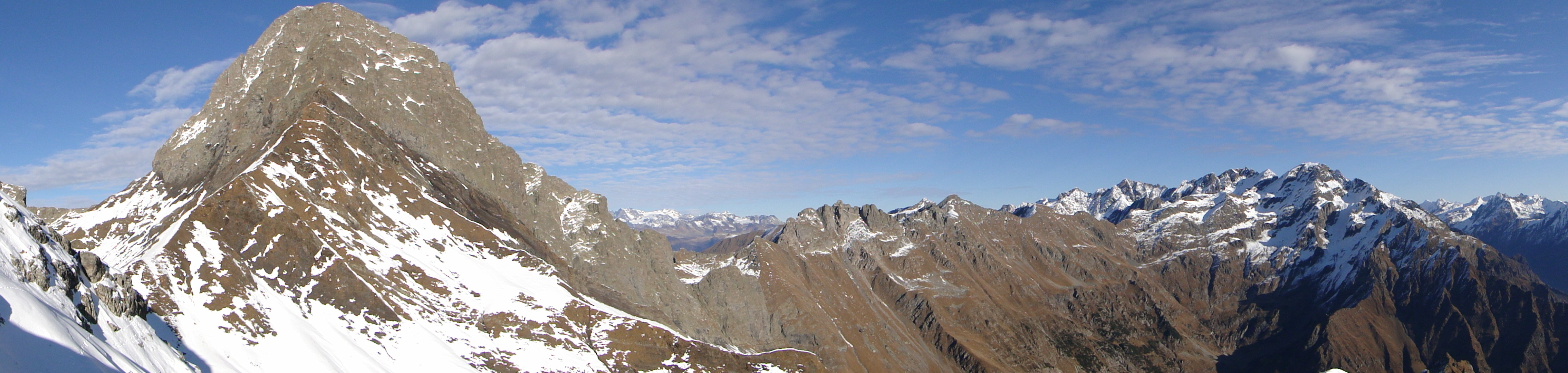
Le creste che demarcano i limiti territoriali Nord. Da sinistra il Passo di Valsecca, il Pizzo del Diavolo di Tenda, la cima Soliva ed il Pizzo Redorta con la sottostante valle d'Aser, dove è situato il rifugio Baroni al Brunone, incluso nel Sentiero delle Orobie.

La frazione di Fiumenero occupa la parte meridionale del territorio comunale di Valbondione ad un'altezza di circa 800 m s.l.m. Attraversata dal fiume Serio, si sviluppa su entrambi i versanti della val Seriana, comprendendo per gran parte un territorio dalle caratteristiche montuose, con il nucleo abitativo posto interamente nel fondovalle.
La porzione che si estende sul lato orografico destro della valle, che interessa la parte Nord-Ovest del territorio censuario, comprende tutto il bacino idrografico del torrente Nero, con le piccole valli dell'Aser, del Salto e Valsecca.

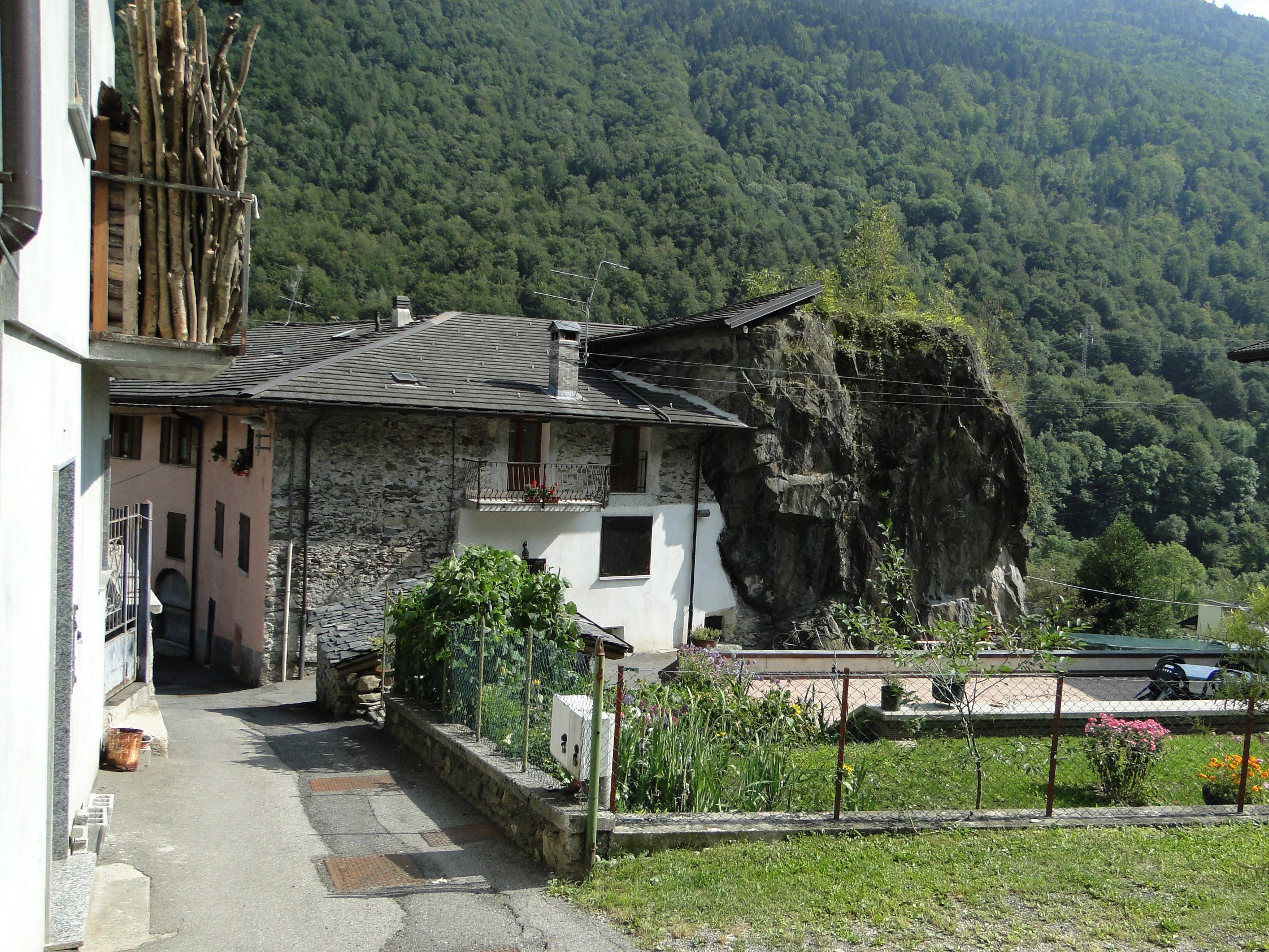
Caratteristica abitazione

In questo ambito confina ad Ovest con il comune di Gandellino mediante la cresta del Pizzo Ceppo, a Nord-Ovest con Carona tramite il passo di Valsecca, a Nord con la Valtellina lungo lo spartiacque che va dal Pizzo del Diavolo di Tenda al Pizzo Scais, mentre a Nord-Est dalla linea che va dal Pizzo Redorta al fondovalle, antico confine comunale con Bondione.
Quella sul lato orografico sinistro della vallata confina a Sud con Gromo, a Sud-Est con Colere ed Est con l'altra frazione Lizzola, e comprende le cime dei monti Vigna Soliva e Vigna Vaga ed il laghetto Spigorel.
La rete viaria è molto semplice ed è composta da una sola arteria, la strada provinciale SP49 dell'alta val Seriana, che proviene da Gandellino, attraversa longitudinalmente l'abitato e lo unisce al capoluogo di Valbondione, da cui dista circa cinque chilometri.
Vi sono inoltre numerosi sentieri e mulattiere che collegano il borgo con i centri vicini.
Per ciò che concerne l'idrografia numerosi sono i piccoli corsi d'acqua che bagnano il territorio: per lo più si tratta di torrenti che si gonfiano solo in seguito ad abbondanti piogge e che raccolgono le acque in eccesso provenienti dai monti circostanti. Il principale di questi è il fiume Nero, che prende il nome dal paese e si getta nel Serio da destra.

## Storia

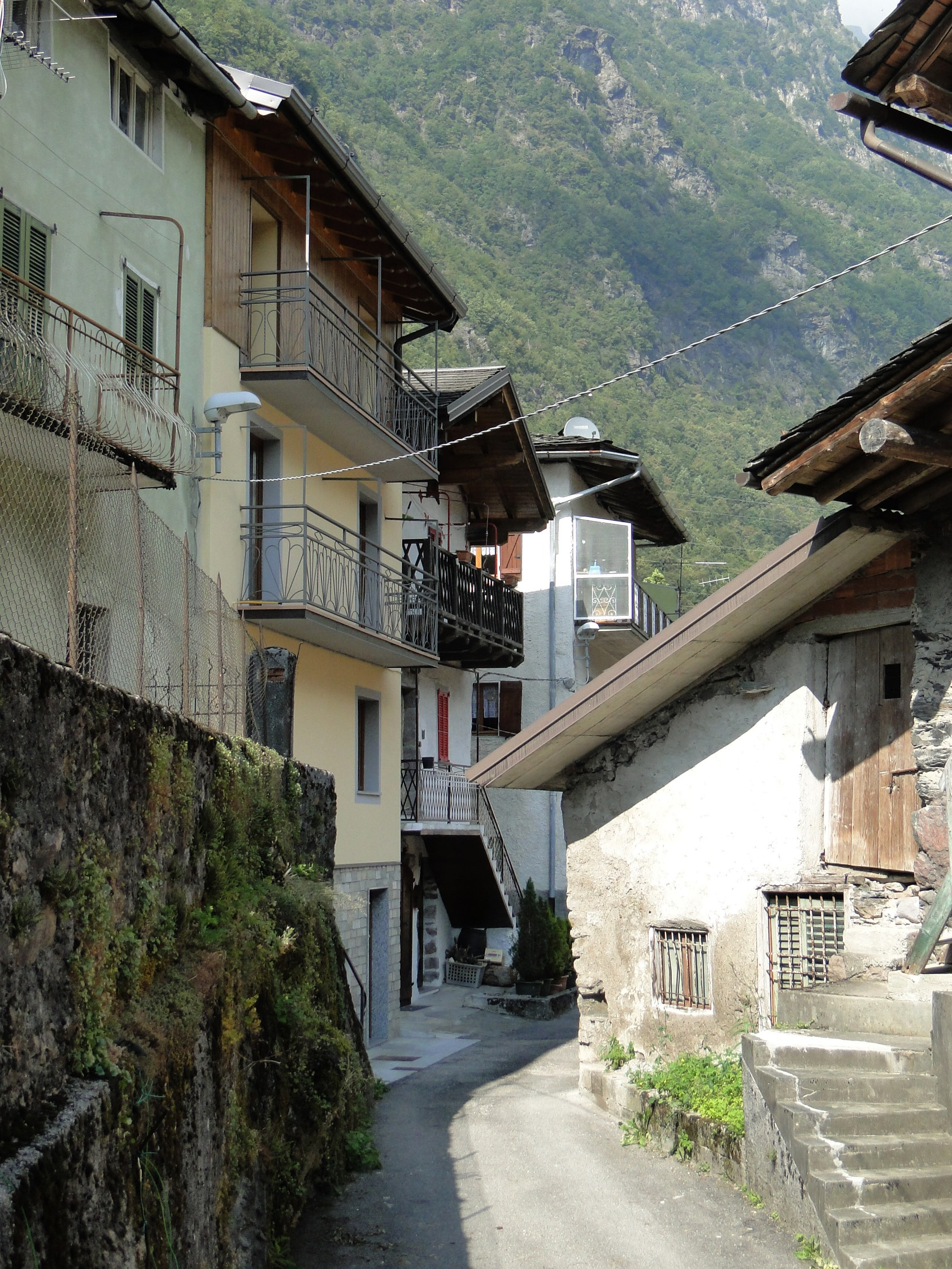
Borgo storico

Poche sono le informazioni riguardanti questo piccolo borgo montano. Si presume che sul fondovalle fossero presenti sporadici insediamenti già nell'epoca romana, quando venne scoperta nella zona la presenza di miniere di ferro. Queste portarono un ingente numero di schiavi (i cosiddetti Damnati ad Metalla), le cui abitazioni avrebbero appunto creato il primo agglomerato urbano.
Nei secoli successivi alla caduta dell'impero romano, la zona venne abitata da gruppi di persone che si spinsero fin qui per trovare scampo alle scorrerie ed alle incursioni delle tribù guerriere che imperversavano nei fondovalle.
Da sempre posto in una posizione defilata, Fiumenero infatti non ha mai vissuto sul proprio territorio episodi storici di rilievo, "subendo" le trasformazioni politiche che avvenivano nel resto della provincia o della regione.
Tra i primi documenti storici che riguardano la zona, vi è quello datato 957, nel quale l'imperatore Ottone II di Sassonia assegnava in feudo la valle Seriana, inclusa la valle Bondione, al vescovo di Bergamo.
Tuttavia per gran parte del periodo medievale Fiumenero, al pari degli altri piccoli centri della Valle Bondione, gravitò costantemente sia in ambito amministrativo che in quello religioso nell'ambito della Val di Scalve. Nonostante questa fosse posta sull'opposto versante orografico e difficilmente raggiungibile, legò a sé Fiumenero nell'istituzione denominata Comunità Grande di Scalve, facendolo inoltre dipendere dalla chiesa prepositurale di Vilminore.
Nel corso del XVI secolo vi fu un discreto sviluppo del borgo, al punto che nei primi anni del secolo la locale .chiesa di Sant'Antonio abate venne elevata a rango di parrocchiale, con la popolazione che nella seconda parte del secolo raggiunse circa trecento unità, come riportato dalla relazione del comandante della Repubblica di Venezia Giovanni da Lezze.

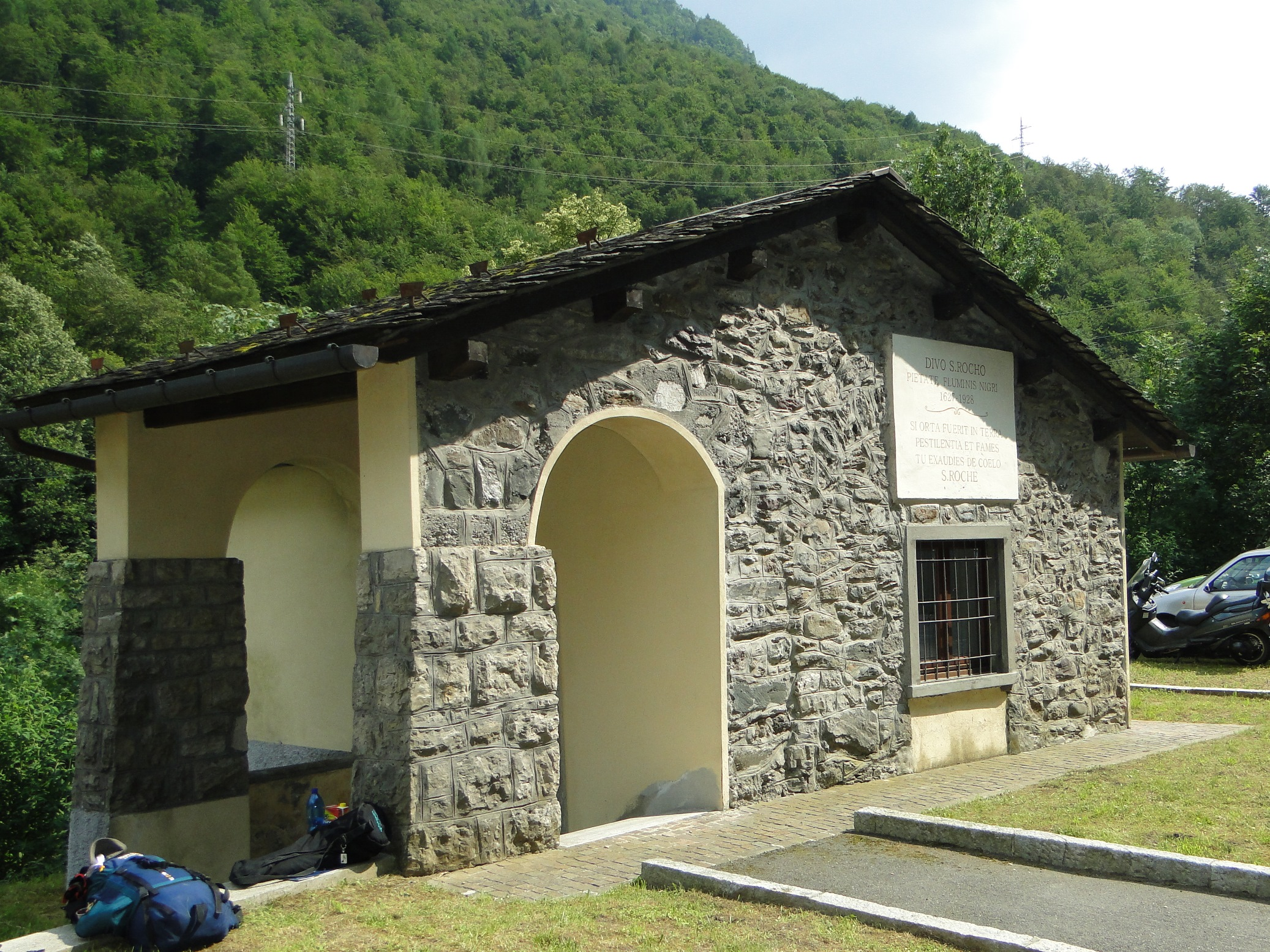
L'oratorio di san Rocco

Il numero degli abitanti scese drasticamente negli anni compresi tra il 1629 ed il 1631 per via della peste di manzoniana memoria che decimò i residenti: la crisi demografica che ne conseguì fu notevole, dal momento che nel 1666 vennero censite sole 130 persone.
In quegli anni la comunità cominciò a spingere affinché le venisse riconosciuta maggiore autonomia: il primo passo fu quello di svincolarsi dalla valle di Scalve in ambito religioso, passando dalla vicaria foranea di Scalve a quella di Ardesio, preludio dell'indipendenza amministrativa, arrivata nel 1740 circa.
Il passaggio dalla Serenissima alla napoleonica Repubblica Cisalpina, avvenuto nel 1797, vide Fiumenero incluso nel Circondario di Clusone, mentre nella successiva riorganizzazione territoriale del 1805 perse l'autonomia, venendo accorpato a Bondione (nelle carte di allora citato come Dieci Denari) e Lizzola nell'entità denominata Valbondione, dipendente a sua volta dal comune di Castione.
In seguito alla Restaurazione, nel 1816, l'intera regione passò all'austriaco Regno Lombardo-Veneto, che definì nuovamente i confini ripristinando il comune di Fiumenero. Questa entità durò oltre un secolo, fino a quando nel 1927 il regime fascista, nell'ambito di un'opera di soppressione dei piccoli centri in favore dei più grandi, ne decise la fusione con Bondione, andando a formare l'attuale Valbondione.
Tuttavia a partire dal termine della prima guerra mondiale cominciò ad entrare in crisi l'industria estrattiva, con pesanti ripercussioni sulla vita degli abitanti. Gli anni seguenti videro quindi una progressiva diminuzione dei residenti, che scesero dalle 348 unità rilevate nel censimento del 1911, alle 150 attuali. Soltanto negli ultimi decenni del XX secolo il territorio comunale venne interessato da uno sviluppo edilizio dovuto all'incremento dell'industria turistica, grazie alla presenza di itinerari naturalistici ed alla tranquillità del posto.

## Etimologia
L'origine del nome, al contrario di quanto potrebbe apparire scontato, non deriva dal colore del fiume che vi scorre. In base a questa errata teoria, perorata per secoli da studiosi locali, l'etimo avrebbe dovuto essere legato alla presenza di lastre di granito ed ardesia di colore olivastro, non certo dal colore delle acque del torrente, peraltro limpidissime.
La corretta interpretazione viene fornita dalla dicitura in dialetto bergamasco: Föm negher, ovvero fumo nero, indirizza le ricerche verso la presenza, peraltro testimoniata da Giovanni Maironi da Ponte nel suo Dizionario Odeporico, di un forno di fusione, accompagnato da una fucina di riduzione, utilizzati per lavorare il ferro estratto in zona, che provocava continui ed intensi fumi di colore nero fin già da tempi antichi.
A tal riguardo è esplicativa la cartina geografica redatta dal Settala nel 1570, nella quale la località viene indicata con il nome di Fumonegro.

## Luoghi d'interesse, tempo libero e tradizioni
Questa frazione offre innumerevoli opportunità per chi volesse passare un po' di tempo immerso nella natura, con molti sentieri che si snodano sulle pendici delle propaggini circostanti. Il principale è quello che, contrassegnato con il segnavia del CAI numero 227, sale dal centro abitato costeggiando il torrente Nero, inoltrandosi nella valle dell'Aser ed allacciandosi al Sentiero delle Orobie, di rilevanza extra-provinciale.
Quest'ultimo transita nel territorio di Fiumenero per un lungo tratto che va dal Passo di Valsecca alle pendici del pizzo Redorta, toccando il Bivacco Frattini ed il più noto rifugio Baroni al Brunone. Da qui è possibile raggiungere alcune delle principali vette delle Orobie, tra le quali il pizzo Redorta, la punta Scais, il pizzo Brunone, la cima Soliva ed il Pizzo del Diavolo di Tenda.
Oltre al trekking ed all'alpinismo, negli ultimi anni del XX secolo lungo il torrente Nero ha cominciato a prendere consistenza il fenomeno del torrentismo, che sfrutta le cascate, le strette gole e le forre entro le quali scorre.
Altra disciplina per la quale molteplici sono le soluzioni offerte dal territorio è la mountain bike, per la quale è disponibile anche la pista ciclabile, inaugurata nel 2013, che percorre il fondovalle e collega tutti i centri dell'alta valle Seriana.
Per ciò che riguarda le tradizioni, degno di nota è il presepio vivente, che riporta alla memoria antichi mestieri, inscenato nel periodo natalizio con la partecipazione di oltre cento comparse.
A livello architettonico, merita menzione la piccola ma caratteristica chiesa di sant'Antonio Abate. Risalente al XVI secolo circa, presenta opere di buon pregio, tra le quali spicca un dipinto di Domenico Carpinoni. Poco distante si trova anche il piccolo ma caratteristico oratorio dedicato a san Rocco, recentemente ristrutturato, che venne edificato nel 1637 in seguito alla pestilenza di manzoniana memoria.